# Ergoterapia
La ergoterapia (del griego ergon "trabajo" y therapeia "tratamiento") es el conjunto de procedimientos que tienen por objeto ayudar a personas con trastornos corporales, cognitivos y psíquicos, a través de trabajos manuales y plásticos, juegos de movimiento y distintas actividades cotidianas. La ergoterapia es el nombre dado a la Terapia ocupacional en numerosos países.
Se entiende que el pionero teórico de la ergoterapia fue Philippe Pinel quien en 1741 relacionó la recuperación de los enfermos psíquicos para una vida normal con el hecho de que estos realizasen de forma regular determinadas tareas. Casi dos siglos después, en 1927 Hermann Simon insistía en esa misma idea en su libro Terapéutica activa en el sanatorio psiquiátrico.
Consultar también: terapia ocupacional

## Principales técnicas
- Terapia sensorial integradora: ideada por la estadounidense Jean Ayres en los años sesenta, consiste en integrar de forma interrelacionada y coordinadamente todos los estímulos sensoriales para adecuarlos a la respuesta adecuada.
- Modelo de Affolter (o modelo de St. Gallen): ideado por la suiza Félice Affolter, se trata de la práctica de movimientos rutinarios cotidianos (atarse los zapatos, lavarse las manos...) de forma dirigida.
- Método de Bobath: desarrollado por el matrimonio Berta Bobath y Karel Bobath en 1943, el método pretende influir en las parálisis espásticas mediante determinados movimientos y posturas del cuerpo.
- Estimulación basal: ideado por Andreas Fröhlich en los años setenta, se trata de estimular sensorialmente al paciente con rozamientos, sonidos o aromas.
- Programa Frostig: ideado por la austriaca Marianne Frostig, su idea es la de identificar previamente a la elección de cualquier método las necesidades individuales del paciente (físicas, emocionales y sociales).
- Monoterapia/tratamiento psicomotor: iniciado por Ernst J. Kiphard en los años cincuenta en Alemania, se centra en el uso de ejercicios deportivos y juegos.

## Fuente
- Stefanie Reinberger, "Ergoterapia para niños", Mente y Cerebro, 29, 2008, págs. 38-45.

- Datos: Q629162